# Coupe d'Europe des clubs de basket-ball en fauteuil roulant 2021
Navigation
Saison précédente Saison suivante
La Coupe d'Europe des clubs de basket-ball en fauteuil roulant 2021, ou EuroCup 2021, est la 46e édition de la Coupe d'Europe des clubs de basket-ball en fauteuil roulant, organisée par l'IWBF Europe. La poursuite de la pandémie de Covid-19 en Europe, après une édition 2019 déjà annulée, pousse l'IWBF à adapter la formule pour réduire dans un premier temps le nombre de rencontres et les trajets des équipes en Europe. Un final eight est d'abord proposé fin avril / début mai aux huit meilleures équipes du ranking. Devant les incertitudes sur l'évolution de la pandémie, l'IWBF Europe décide mi janvier l'annulation de l'édition 2021, avant que le club allemand de Lahn-Dill ne permette son organisation dans une bulle sanitaire. 

## Phase finale de la Ligue des Champions

### Formule et participants
Initialement, les huit meilleures équipes au ranking 2019, volontaires pour participer, sont invitées au final eight organisé à Wetzlar par le club de Lahn-Dill (entre parenthèses le classement de chaque équipe) :
- RSB Thüringia Bulls (1)
- CD Ilunion Madrid (2)
- RSV Lahn-Dill (3)
- UnipolSai Briantea84 Cantù (4)
- BSR Amiab Albacete (5)
- Bidaideak Bilbao BSR (6)
- Hornets Le Cannet (11)
- CS Meaux BF (12)

L'évolution de la situation sanitaire au cours de l'année 2021 conduit les organisateurs à modifier la formule, comprenant des 1/4 de finale, 1/2 finales et maths de classement en une rencontre sèche. Les législations et protocoles particuliers dans certains pays européens conduisent à une modification des clubs participants :
- RSB Thüringia Bulls (1)
- CD Ilunion Madrid (2)
- RSV Lahn-Dill (3)
- BSR Amiab Albacete (5)
- Bidaideak Bilbao BSR (6)
- BSR ACE Gran Canaria (13)
- GSD Porto Torres (14)
- Baskets 96 Rahden (NC)

### Tableaux
|  | Quarts de finale      | Quarts de finale      |                     |                      | Demi-finales           | Demi-finales           |    |  | Finale             | Finale             |
|  | Quarts de finale      | Quarts de finale      |                     |                      | Demi-finales           | Demi-finales           |    |  | Finale             | Finale             |
|  |                       |                       |                     |                      |                        |                        |    |  |                    |                    |
|  | 30 avril 2021 à 12h30 | 30 avril 2021 à 12h30 |                     |                      | 1er mai 2021 à 17h30   | 1er mai 2021 à 17h30   |    |  | 2 mai 2021 à 17h30 | 2 mai 2021 à 17h30 |
|  | 30 avril 2021 à 12h30 | 30 avril 2021 à 12h30 |                     |                      | 1er mai 2021 à 17h30   | 1er mai 2021 à 17h30   |    |  | 2 mai 2021 à 17h30 | 2 mai 2021 à 17h30 |
|  | RSB Thüringia Bulls   | 77                    |                     |                      | 1er mai 2021 à 17h30   | 1er mai 2021 à 17h30   |    |  | 2 mai 2021 à 17h30 | 2 mai 2021 à 17h30 |
|  | RSB Thüringia Bulls   | 77                    |                     |                      | 1er mai 2021 à 17h30   | 1er mai 2021 à 17h30   |    |  | 2 mai 2021 à 17h30 | 2 mai 2021 à 17h30 |
|  | Baskets 96 Rahden     | 66                    |                     |                      | 1er mai 2021 à 17h30   | 1er mai 2021 à 17h30   |    |  | 2 mai 2021 à 17h30 | 2 mai 2021 à 17h30 |
|  | Baskets 96 Rahden     | 66                    | RSB Thüringia Bulls | 85                   |                        |                        |    |  | 2 mai 2021 à 17h30 | 2 mai 2021 à 17h30 |
|  | 30 avril 2021 à 17h30 |                       | RSB Thüringia Bulls | 85                   |                        |                        |    |  | 2 mai 2021 à 17h30 | 2 mai 2021 à 17h30 |
|  |                       | Bidaideak Bilbao BSR  | 63                  |                      |                        |                        |    |  | 2 mai 2021 à 17h30 | 2 mai 2021 à 17h30 |
|  | BSR Amiab Albacete    | Bidaideak Bilbao BSR  | 63                  | 77ap                 |                        |                        |    |  | 2 mai 2021 à 17h30 | 2 mai 2021 à 17h30 |
|  | BSR Amiab Albacete    |                       |                     | 77ap                 |                        |                        |    |  | 2 mai 2021 à 17h30 | 2 mai 2021 à 17h30 |
|  | Bidaideak Bilbao BSR  | 79                    |                     |                      |                        |                        |    |  | 2 mai 2021 à 17h30 | 2 mai 2021 à 17h30 |
|  | Bidaideak Bilbao BSR  | 79                    | RSB Thüringia Bulls | 67                   |                        |                        |    |  |                    |                    |
|  | 30 avril 2021 à 15h00 |                       | RSB Thüringia Bulls | 67                   |                        |                        |    |  |                    |                    |
|  |                       | RSV Lahn-Dill         | 71                  |                      |                        |                        |    |  |                    |                    |
|  | CD Ilunion Madrid     | RSV Lahn-Dill         | 71                  | 81                   |                        |                        |    |  |                    |                    |
|  | CD Ilunion Madrid     | 1er mai 2021 à 20h00  |                     | 81                   |                        |                        |    |  |                    |                    |
|  | GSD Porto Torres      | 45                    |                     |                      |                        |                        |    |  |                    |                    |
|  | GSD Porto Torres      | 45                    | CD Ilunion Madrid   | 61                   |                        |                        |    |  |                    |                    |
|  | 30 avril 2021 à 20h00 | 30 avril 2021 à 20h00 | CD Ilunion Madrid   | 61                   | Match pour la 3e place | Match pour la 3e place |    |  |                    |                    |
|  | 30 avril 2021 à 20h00 | 30 avril 2021 à 20h00 |                     | RSV Lahn-Dill        | Match pour la 3e place | Match pour la 3e place | 76 |  |                    |                    |
|  | RSV Lahn-Dill         | 61                    | 2 mai 2021 à 15h00  | 2 mai 2021 à 15h00   |                        |                        | 76 |  |                    |                    |
|  | RSV Lahn-Dill         | 61                    | 2 mai 2021 à 15h00  | 2 mai 2021 à 15h00   |                        |                        |    |  |                    |                    |
|  | BSR ACE Gran Canaria  | 59                    |                     | Bidaideak Bilbao BSR | 71                     |                        |    |  |                    |                    |
|  | BSR ACE Gran Canaria  | 59                    |                     | Bidaideak Bilbao BSR | 71                     |                        |    |  |                    |                    |
|  |                       |                       |                     |                      |                        |                        |    |  | CD Ilunion Madrid  | 95                 |
|  |                       |                       |                     |                      |                        |                        |    |  | CD Ilunion Madrid  | 95                 |

|  | Matchs de classement | Matchs de classement |                    |    | Cinquième place    | Cinquième place    |
|  | Matchs de classement | Matchs de classement |                    |    | Cinquième place    | Cinquième place    |
|  |                      |                      |                    |    |                    |                    |
|  | 1er mai 2021 à 12h30 | 1er mai 2021 à 12h30 |                    |    | 2 mai 2021 à 12h30 | 2 mai 2021 à 12h30 |
|  | 1er mai 2021 à 12h30 | 1er mai 2021 à 12h30 |                    |    | 2 mai 2021 à 12h30 | 2 mai 2021 à 12h30 |
|  | Baskets 96 Rahden    | 59                   |                    |    | 2 mai 2021 à 12h30 | 2 mai 2021 à 12h30 |
|  | Baskets 96 Rahden    | 59                   |                    |    | 2 mai 2021 à 12h30 | 2 mai 2021 à 12h30 |
|  | BSR Amiab Albacete   | 82                   |                    |    | 2 mai 2021 à 12h30 | 2 mai 2021 à 12h30 |
|  | BSR Amiab Albacete   | 82                   | BSR Amiab Albacete | 62 |                    |                    |
|  | 1er mai 2021 à 15h00 |                      | BSR Amiab Albacete | 62 |                    |                    |
|  |                      | BSR ACE Gran Canaria | 54                 |    |                    |                    |
|  | GSD Porto Torres     | BSR ACE Gran Canaria | 54                 | 39 |                    |                    |
|  | GSD Porto Torres     |                      |                    | 39 |                    |                    |
|  | BSR ACE Gran Canaria | 81                   |                    |    |                    |                    |
|  | BSR ACE Gran Canaria | 81                   | Septième place     |    |                    |                    |
|  |                      |                      |                    |    |                    |                    |
|  | 2 mai 2021 à 10h00   |                      |                    |    |                    |                    |
|  |                      |                      |                    |    |                    |                    |
|  | Baskets 96 Rahden    | 78                   |                    |    |                    |                    |
|  | Baskets 96 Rahden    | 78                   |                    |    |                    |                    |
|  | GSD Porto Torres     | 43                   |                    |    |                    |                    |
|  | GSD Porto Torres     | 43                   |                    |    |                    |                    |

### Détails des rencontres

#### Quarts de finale
| 30 avril 2021 12h30 | Boxscore | RSB Thüringia Bulls                                | 77-66                    | Baskets 96 Rahden                           |  | Rittal Arena, Wetzlar |
| 30 avril 2021 12h30 | Boxscore | Score par quart-temps : 18-14, 20-10, 23-15, 16-27 |                          |                                             |  | Rittal Arena, Wetzlar |
| 30 avril 2021 12h30 | Boxscore | Score par mi-temps : 38-24, 39-42                  |                          |                                             |  | Rittal Arena, Wetzlar |
| 30 avril 2021 12h30 | Boxscore | V. Gholamazad, 31 V. Gholamazad, 16 A. Bienek, 8   | Points Rebonds Passes d. | M. Korkmaz, 16 M. Korkmaz, 5 M. Korkmaz, 12 |  | Rittal Arena, Wetzlar |

| 30 avril 2021 15h00 | Boxscore | CD Ilunion Madrid                                | 81-45                    | GSD Porto Torres                                 |  | Rittal Arena, Wetzlar |
| 30 avril 2021 15h00 | Boxscore | Score par quart-temps : 20-9, 21-21, 20-13, 20-2 |                          |                                                  |  | Rittal Arena, Wetzlar |
| 30 avril 2021 15h00 | Boxscore | Score par mi-temps : 41-30, 40-15                |                          |                                                  |  | Rittal Arena, Wetzlar |
| 30 avril 2021 15h00 | Boxscore | B. Latham, 28 B. Latham, 13 J. Williams, 12      | Points Rebonds Passes d. | S. Mehiaoui, 31 G. Simula, 10 Gomez, Mehiaoui, 2 |  | Rittal Arena, Wetzlar |

| 30 avril 2021 17h30 | Boxscore | BSR Amiab Albacete                                           | 77-79                    | Bidaideak Bilbao BSR                                       | ap | Rittal Arena, Wetzlar |
| 30 avril 2021 17h30 | Boxscore | Score par quart-temps : 20-19, 12-11, 18-24, 20-16, OT : 7-9 |                          |                                                            | ap | Rittal Arena, Wetzlar |
| 30 avril 2021 17h30 | Boxscore | Score par mi-temps : 32-30, 45-49                            |                          |                                                            | ap | Rittal Arena, Wetzlar |
| 30 avril 2021 17h30 | Boxscore | G. Choudhry, 30 F. Sanchez Lara, 12 K. Marsh, 13             | Points Rebonds Passes d. | J. Ruiz Jordan, 25 A. García Pereiro, 13 J. Ruiz Jordan, 6 | ap | Rittal Arena, Wetzlar |

| 30 avril 2021 20h00 | Boxscore | RSV Lahn-Dill                                      | 61-59                    | BSR ACE Gran Canaria                                       |  | Rittal Arena, Wetzlar |
| 30 avril 2021 20h00 | Boxscore | Score par quart-temps : 17-12, 15-12, 14-14, 15-21 |                          |                                                            |  | Rittal Arena, Wetzlar |
| 30 avril 2021 20h00 | Boxscore | Score par mi-temps : 32-24, 29-35                  |                          |                                                            |  | Rittal Arena, Wetzlar |
| 30 avril 2021 20h00 | Boxscore | S. Serio, 23 S. Serio, 8 S. Serio, 6               | Points Rebonds Passes d. | M. Op Den Orth, 22 Sanchez, Op Den Orth, 12 J. Sanchez, 14 |  | Rittal Arena, Wetzlar |

#### Matchs de classement (places 5 à 8)
Tour de classement
| 1er mai 2021 12h30 | Boxscore | Baskets 96 Rahden                                 | 59-82                    | BSR Amiab Albacete                             |  | Rittal Arena, Wetzlar |
| 1er mai 2021 12h30 | Boxscore | Score par quart-temps : 20-18, 13-19, 18-28, 8-17 |                          |                                                |  | Rittal Arena, Wetzlar |
| 1er mai 2021 12h30 | Boxscore | Score par mi-temps : 33-37, 26-45                 |                          |                                                |  | Rittal Arena, Wetzlar |
| 1er mai 2021 12h30 | Boxscore | K. Bandura, 30 P. Cusack, 4 M. Korkmaz, 11        | Points Rebonds Passes d. | A. Zarzuela, 25 L. Manning, 12 G. Choudhry, 14 |  | Rittal Arena, Wetzlar |

| 1er mai 2021 15h00 | Boxscore | GSD Porto Torres                                  | 39-81                    | BSR ACE Gran Canaria                       |  | Rittal Arena, Wetzlar |
| 1er mai 2021 15h00 | Boxscore | Score par quart-temps : 10-15, 11-17, 8-23, 10-26 |                          |                                            |  | Rittal Arena, Wetzlar |
| 1er mai 2021 15h00 | Boxscore | Score par mi-temps : 21-32, 18-49                 |                          |                                            |  | Rittal Arena, Wetzlar |
| 1er mai 2021 15h00 | Boxscore | S. Mehiaoui, 23 C. Gomez, 12 S. Mehiaoui, 6       | Points Rebonds Passes d. | A. Twigt, 22 J. Sanchez, 10 J. Sanchez, 17 |  | Rittal Arena, Wetzlar |

7e place
| 2 mai 2021 10h00 | Boxscore | Baskets 96 Rahden                                 | 78-43                    | GSD Porto Torres                                       |  | Rittal Arena, Wetzlar |
| 2 mai 2021 10h00 | Boxscore | Score par quart-temps : 14-15, 23-2, 20-10, 21-16 |                          |                                                        |  | Rittal Arena, Wetzlar |
| 2 mai 2021 10h00 | Boxscore | Score par mi-temps : 37-17, 41-26                 |                          |                                                        |  | Rittal Arena, Wetzlar |
| 2 mai 2021 10h00 | Boxscore | M. Korkmaz, 20 K. Bandura, 6 M. Korkmaz, 10       | Points Rebonds Passes d. | Gomez, Mehiaoui, 16 Gomez, Mehiaoui, 10 S. Mehiaoui, 8 |  | Rittal Arena, Wetzlar |

5e place
| 2 mai 2021 12h30 | Boxscore | BSR Amiab Albacete                                   | 62-54                    | BSR ACE Gran Canaria                                |  | Rittal Arena, Wetzlar |
| 2 mai 2021 12h30 | Boxscore | Score par quart-temps : 16-14, 9-16, 13-11, 24-13    |                          |                                                     |  | Rittal Arena, Wetzlar |
| 2 mai 2021 12h30 | Boxscore | Score par mi-temps : 25-30, 37-24                    |                          |                                                     |  | Rittal Arena, Wetzlar |
| 2 mai 2021 12h30 | Boxscore | L. Manning, 22 A. Zarzuela, Manning, 12 K. Marsh, 10 | Points Rebonds Passes d. | R. Hollermann, 19 M. Op Den Orth, 10 J. Sanchez, 14 |  | Rittal Arena, Wetzlar |

#### Demi-finales
| 1er mai 2021 17h30 | Rapport | RSB Thüringia Bulls                                                      | 85-63                    | Bidaideak Bilbao BSR                                          |  | Rittal Arena, Wetzlar |
| 1er mai 2021 17h30 | Rapport | Score par quart-temps : 16-18, 26-17, 20-15, 23-13                       |                          |                                                               |  | Rittal Arena, Wetzlar |
| 1er mai 2021 17h30 | Rapport | Score par mi-temps : 42-35, 43-28                                        |                          |                                                               |  | Rittal Arena, Wetzlar |
| 1er mai 2021 17h30 | Rapport | Gholamazad, Halouski, 25 V. Gholamazad, 19 Gholamazad, Bienek, Lindén, 5 | Points Rebonds Passes d. | J. Ruiz Jordan, 18 A. García Pereiro, 7 A. García Pereiro, 14 |  | Rittal Arena, Wetzlar |

| 1er mai 2021 20h00 | Boxscore | CD Ilunion Madrid                                     | 61-76                    | RSV Lahn-Dill                             |  | Rittal Arena, Wetzlar |
| 1er mai 2021 20h00 | Boxscore | Score par quart-temps : 15-18, 14-21, 17-19, 15-18    |                          |                                           |  | Rittal Arena, Wetzlar |
| 1er mai 2021 20h00 | Boxscore | Score par mi-temps : 29-39, 32-37                     |                          |                                           |  | Rittal Arena, Wetzlar |
| 1er mai 2021 20h00 | Boxscore | B. Latham, 20 Latham, Diallo Diouf, 10 J. Williams, 8 | Points Rebonds Passes d. | T. Böhme, 35 T. Böhme, 12 Serio, Böhme, 8 |  | Rittal Arena, Wetzlar |

#### Troisième place
| 2 mai 2021 15h00 | Boxscore | Bidaideak Bilbao BSR                                                           | 71-95                    | CD Ilunion Madrid                             |  | Rittal Arena, Wetzlar |
| 2 mai 2021 15h00 | Boxscore | Score par quart-temps : 16-21, 18-26, 13-20, 24-28                             |                          |                                               |  | Rittal Arena, Wetzlar |
| 2 mai 2021 15h00 | Boxscore | Score par mi-temps : 34-47, 37-48                                              |                          |                                               |  | Rittal Arena, Wetzlar |
| 2 mai 2021 15h00 | Boxscore | J. Ruiz Jordan, 21 Jasso Sandoval, Hernandez Villamizar, 6 D. Mouriz Dopico, 4 | Points Rebonds Passes d. | J. Williams, 28 B. Latham, 14 G. Warburton, 7 |  | Rittal Arena, Wetzlar |

#### Finale
| 2 mai 2021 17h30 | Boxscore | RSB Thüringia Bulls                                | 67-71                    | RSV Lahn-Dill                         |  | Rittal Arena, Wetzlar |
| 2 mai 2021 17h30 | Boxscore | Score par quart-temps : 9-19, 17-13, 24-17, 17-22  |                          |                                       |  | Rittal Arena, Wetzlar |
| 2 mai 2021 17h30 | Boxscore | Score par mi-temps : 26-32, 41-39                  |                          |                                       |  | Rittal Arena, Wetzlar |
| 2 mai 2021 17h30 | Boxscore | V. Gholamazad, 20 V. Gholamazad, 14 A. Halouski, 9 | Points Rebonds Passes d. | T. Böhme, 22 T. Böhme, 9 S. Serio, 12 |  | Rittal Arena, Wetzlar |

## Classement final
| Rang               | Équipe               | V-D |
| ------------------ | -------------------- | --- |
| Médaille d'or      | RSV Lahn-Dill        | 3-0 |
| Médaille d'argent  | RSB Thüringia Bulls  | 2-1 |
| Médaille de bronze | CD Ilunion Madrid    | 2-1 |
| 4                  | Bidaideak Bilbao BSR | 1-2 |
| 5                  | BSR Amiab Albacete   | 2-1 |
| 6                  | BSR ACE Gran Canaria | 1-2 |
| 7                  | Baskets 96 Rahden    | 1-2 |
| 8                  | GSD Porto Torres     | 0-3 |

## Classement IWBF des clubs à l'issue de la saison
Le classement est maintenu identique à celui de 2019, aucun point n'est inscrit par les équipes ayant disputé le tournoi de cette année.